# Seladerma scabiosum
Seladerma scabiosum är en stekelart som först beskrevs av Yin-Xia Liao 1982.  Seladerma scabiosum ingår i släktet Seladerma och familjen puppglanssteklar. Inga underarter finns listade i Catalogue of Life.